# José Carlos de Macedo Soares
José Carlos de Macedo Soares (6 octobre 1883, São Paulo - 29 janvier 1968, São Paulo) est un juriste, historien et politicien brésilien, diplômé de la Faculté de droit de l'université de São Paulo.

## Biographie
Il naît le 6 octobre 1883 à São Paulo et occupe le poste de Président du Centre Académique du XI Août en 1905. En 1922, il fait partie du comité des organisateurs de la Semaine d'Art Moderne 22, qui a lieu du 11 au 18 février au Théâtre Municipal de São Paulo. 
Par la suite, il devient Président de l'Association Commerciale de São Paulo mais il est accusé de coopération avec des révolutionnaires de la Révolte Paulista de 1924, il est donc contraint de s'exiler en France, à Paris, où il écrit le roman Justice pour se défendre des accusations portées contre lui.
Dans les années 1920, il publie le livre Escolas de Fachada qui critique l'éducation publique de São Paulo. En 1927, il publie A Política Financeira do Presidente Washington Luís, où il critique la réforme financière du Président Washington Luís Pereira de Sousa. En 1929, lors d'une visite officielle aux États-Unis juste après les élections présidentielles, il publie As eleições presidenciais nos EUA, une brève histoire des élections et de la politique américaine.
Du 7 novembre 1945 au 14 mars 1947, il occupe le poste d'intervenant fédéral dans l’État de São Paulo. Il fut Ministre de la Justice et de l'Intérieur brésiliens sous Getúlio Vargas et Juscelino Kubitschek puis Ministre des Affaires étrangères sous Nereu de Oliveira Ramos. Il occupa le douzième fauteuil de l'Académie brésilienne des lettres et la Présidence de l'Académie Paulista des lettres.

## Vie privée
José Carlos de Macedo Soares épousa Mathilde Melchert da Fonseca, fille de Dona Escolástica Melchert da Fonseca qui était la propriétaire de plusieurs terrains autour de São Paulo qui seront plus tard connus comme le district de Vila Matilde de São Paulo.

## Œuvres
- Justice (1925)
- Escolas de Fachada
- A Política Financeira do Presidente Washington Luís (1927)
- O Brasil e a Sociedade das Nações (1927)
- Borracha, um Estudo Econômico e Estatístico (1928)
- As eleições presidenciais nos EUA (1929)
- Fronteiras do Brasil no Regime Colonial (1939)
- Deodoro, Rui e a Proclamação da República (1940)
- Santo António de Lisboa Militar no Brasil (1942)
- Conceitos de Solidariedade Continental (1956)